# Route 337 (Nouvelle-Écosse)
Pour les articles homonymes, voir Route 337.
La route 337 est une route secondaire de la Nouvelle-Écosse d'orientation nord-sud et ouest-est située dans le nord de la province, au nord d'Antigonish. Elle est une route faiblement empruntée, reliant cette ville à Cape George. De plus, elle mesure 52 kilomètres, et est une route asphaltée sur l'entièreté de son tracé.

## Tracé
La route 337 débute 1 kilomètre à l'est du centre-ville d'Antigonish, sur la rue principale, la route 4. Elle quitte la ville par le nord-est en prenant la rue Bay, en passant près de l'hôpital. Elle suit ensuite la baie Saint-George pendant 30 kilomètres en se dirigeant vers le nord, jusqu'à Cape George, où elle tourne vers l'ouest pour suivre à côte du détroit de Northumberland pendant 20 kilomètres. Elle se termine à Malignant Cove, sur la route 245 . 

## Communautés traversées
1. Antigonish (0)
2. Antigonish Landing (1)
3. Lanark (4)
4. Harbour Centre (9)
5. Antigonish Harbour (12)
6. Crystal Cliffs (14)
7. Morristown (16)
8. West Lakevale (19)
9. Lakevale (22)
10. Cape George (29)
11. Ballantynes Cove (32)
12. Cape George Point (35)
13. Livingstone Point (38)
14. Morar (41)
15. Georgeville (45)
16. Malignant Cove (52)

(): km

## Attraits
- Cape George Heritage School
- Ballantynes Cove Tune Interpretive Centre
- Cape George Point Lighthouse